# 구라마텐구

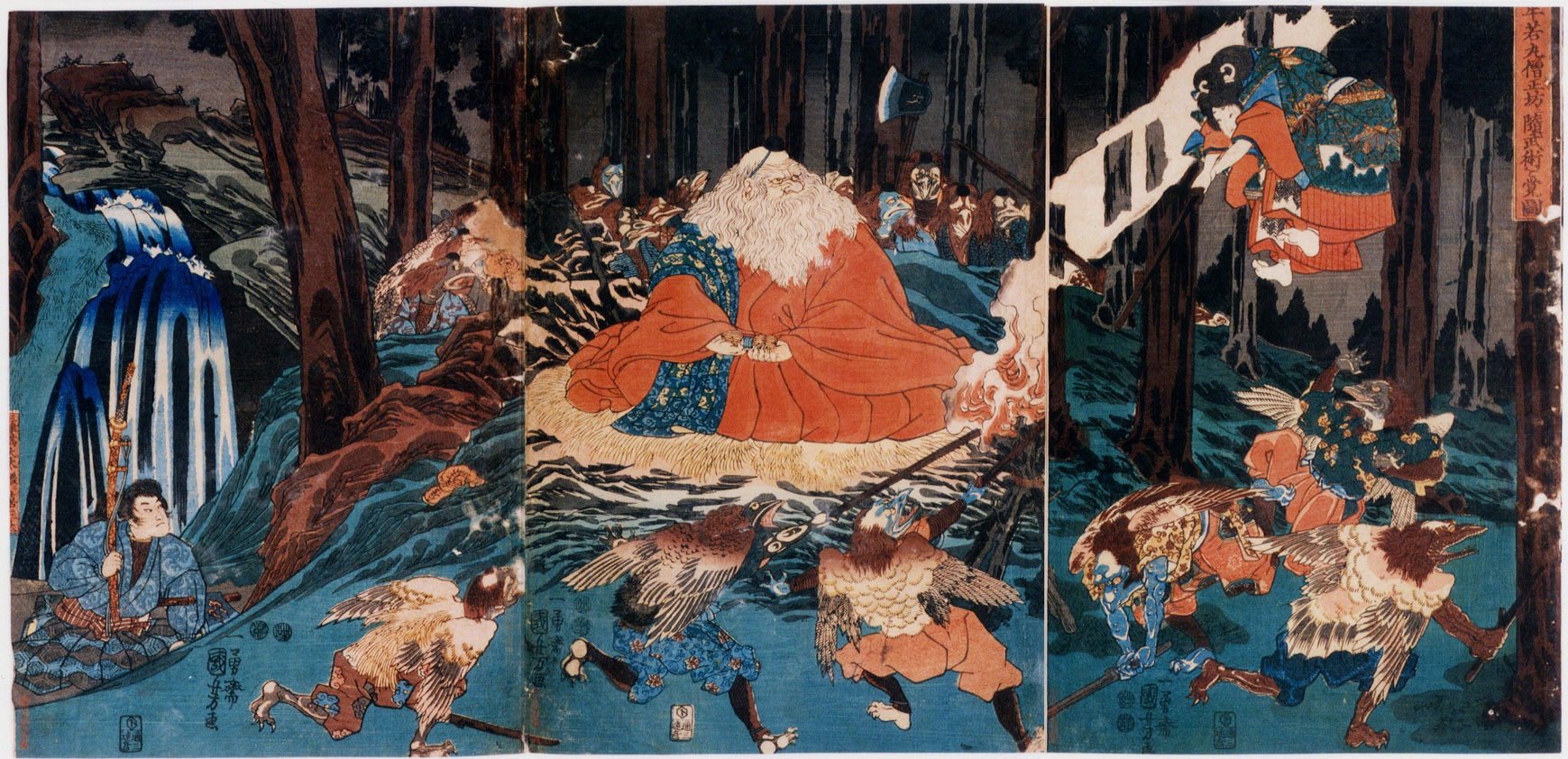

구라마텐구(일본어: 鞍馬天狗 쿠라마텐구[*])는 구라마산 깊은곳의 승정의 계곡에 산다고 전해져 내려온 다이텐구(일본어: 大天狗)이다. 구라마산승정방(일본어: 鞍馬山僧正坊). 우시와카마루(일본어: 牛若丸) 어린시절의 미나모토노 요시쓰네(源義経)에게 검술을 가르쳤다는 전설로 유명하다. 기이치호겐(鬼一法眼)과 동일시되곤 한다.

## 구라마데라(鞍馬寺)의 구라마텐구
구라마 불교에서는 구라마사에 모셔져있는 존천(尊天)의 일존(一尊)인 다이텐구, 호법마왕존(護法魔王尊), 별칭 구라마산마왕대승정(鞍馬山魔王大僧正)이 구라마산승정방을 밑에두고 있다고 여기거나 구라마산승정방과 동일시 한다. 이 교의가 현재의 형태가 된것은 구라마 불교가 천태종으로부터 독립한 1949년이후이다.

## 구라마텐구와 연관된 창작
- 구라마텐구 (노우) - 구라마텐구로부터 취재한 일본 전통 예능 노우(能)의 연목. 고방메모노(五番目物)[3]의 텐구물.
- 구라마텐구 (소설) - 다이부츠지로 작의 사극소설. 단 무대나 스토리는 텐구와 관계없이 주인공이 구라마텐구라는 다른 이름을 갖고 있을 뿐이다.

## 같이 보기
- 일본의 불교
- 일본 무술

## 참고 자료
- 교토 쿠라마데나
- 鞍馬天狗（くらまてんぐ）